# Rubeolă
Rubeola, denumită popular pojărel, pojarul mic, este o boală infecțioasă eruptivă acută provocată de virusul rubeolic, un virus din familia Togaviridae, genul Rubivirus. Afectează de obicei copilul și adultul tânăr. Infecția este în multe cazuri asimptomatică și poate trece neobservată. Virusul are un potențial teratogen ridicat: la femeile însărcinate infectate la începutul sarcinii, poate determina moarte fetală urmată de avort spontan sau apariția de malformații congenitale la făt, grupate în sindromul de rubeolă congenitală.

## Istoric
- În antichitate, rubeola nu era cunoscută ca o boală distinctă și era confundată cu alte boli exantematoase importante (scarlatina, rujeola, variola).
- Se pare că rubeola era cunoscută de medicii arabi clasici sub numele de Al-hamikah, care considerau rubeola ca o formă de rujeolă.
- Rubeola a fost descrisă pentru prima dată ca o entitate clinică distinctă,  de doi medici germani: Bergen în 1752 și Orlow în 1758. În descrierile timpurii, rubeolă, era numită Röteln. Datorită faptului că rubeola a fost descrisă pentru prima dată de medicii germani, ea era cunoscută în literatura engleză din secolul XVIII-XIX sub denumirea de German measles („rujeola germană”).
- În 1866, medicul scoțian Veale a folosit pentru prima dată termenul contemporan de rubeolă (rubella), termenul de rubeolă provenind din cuvântul latin rubellus  (roșiatic) sau rubeus (roșu). Alte sinonime istorice ale rubeolei sunt rubeola, rubeola sine catarrho, rubeola epidemica, rubeola morbillosa, rubeola scarlatinosa, rosania, roseola, roseola epidemica, rosalia, scarlatina morbillosa, scarlatina hybrida, morbilli scarlatinosi.
- În 1881, la Congresul Internațional de Medicina din Londra, sa ajuns la un consens ca rubeola este o boală distinctă.
- Rubeola a căpătat o mare importanță, după ce în 1941 oftalmologul australian Norman McAllister Gregg a observat malformații congenitale oculare (cataracta congenitală) la copii născuți din mame, care suferiseră de rubeolă în timpul gravidității. În 1947 au fost descrise în literatură 500 de copii cu malformații congenitale severe asociate cu rubeola maternă.
- Originea virală a rubeolei a fost presupusă în 1914 de medicul american Alfred Fabian Hess.
- În 1938, cercetătorii japonezi Hiro și Tasaka au demonstrat că rubeola este o boala de etiologie virală, transmițând rubeola la om prin injectarea subcutanată de spălături nazale filtrate.
- În 1942, Habel a reușit să producă boala la animalele de experiență, prin contaminarea maimuței Macaca mulatta cu produsele patologice ale bolnavilor (sânge și filtratul secreției nazale).
- În 1962, virusul rubeolic a fost izolat prima dată în culturi de țesuturi de două echipe de cercetori, Weller și Neva în Boston, și Parkman, Buesher și Artenstein în Washington, utilizând diferite tehnici.
- În 1964 o epidemie de rubeolă a izbucnit în SUA și a avut o amploare deosebită, afectând 12.500.000 de persoane, având drept consecințe nașterea a 20.000 copii cu defecte congenitale (din gravidele care au făcut rubeolă) și pagube economice de 1,5 miliarde dolari, prin 842 000 de zile de spitalizare și pierderea a 3,5 milioane zile de lucru. Aceasta a dus la studii extensive virologice, serologice și a determinat accelerarea cercetărilor pentru obținerea unui vaccin rubeolic.
- În anul 1965, a fost utilizată o primă tulpină (HPV 77) pentru dezvoltarea producției de vaccinuri în SUA.
- În anii 1965-1967 se dezvoltă tulpinile de vaccin atenuat și se fac teste preliminare (trialuri) pentru primului vaccin rubeolic.
- În 1967 virusul rubeolic a  fost prima dată vizualizat prin microscopie electronică.
- În 1969 vaccinurile din tulpina HPV77.DE5 și tulpina Cendehill au fost autorizate în SUA. Vaccinarea era destinată copiilor preșcolar.
- În 1970 vaccinul din tulpina Cendehill a fost autorizat în Europa. Vaccinarea era destinată elevelor de 11-14 ani.
- În 1971-1972 vaccinul din tulpina RA27/3 a fost autorizat în Europa.
- În 1979 vaccinul din tulpina RA27/3 înlocuiește alte tulpini de vaccin în SUA.
- În 1986 a fost secvențat genomul virusului  rubeolic.
- În 2000 OMS recomandă imunizarea pentru eliminarea rubeolei congenitale.
- 123 țări din 212 (58%) în 2006 includ vaccinarea rubeolică în programele naționale de imunizare.
- În România:

- Vaccinul bivalent rujeolă-rubeolă a fost pentru prima dată administrat în România în anul 1998 fetelor din grupa de vârsta 15-18 ani (născute între anii 1980-1983); introducerea acestui vaccin a avut loc în urma unei epidemii de rujeolă.
- În aprilie 2003, a fost introdusă vaccinarea antirubeolică la fetele în vârstă de 13-14 ani (eleve clasa a-VIII-a) în campanii școlare.
- În mai 2004, în locul vaccinului rujeolic monovalent a fost introdus în programul național de vaccinare, vaccinul trivalent rujeolă-oreion-rubeolă (ROR) la copii cu vârsta de 12-15 luni, urmând ca în anul 2005 să fie introdus și la copii din clasa I-a (7 ani). În tot acest timp s-a continuat vaccinarea fetelor din clasa a VIII-a (13-14 ani) cu vaccin rubeolic până în anul 2008.

## Etiologie
- Clasificare. Virusul rubeolei sau virusul rubeolic este un virus ARN, din familia Togaviridae, genul Rubivirus, fiind singurul reprezentant al acestui gen. Familia Togaviridae conține 2 genuri: Alphavirus și Rubivirus. Fizico-chimic virusul rubeolei este similar cu alte virusuri ale familiei Togaviridae, însă este neînrudit serologic cu ele. Omul reprezintă singura gazdă a virusului rubeolei. Virusul rubeolic a fost izolat în culturi de țesuturi în 1962  simultan de două echipe de cercetători americani: Weller și Neva de la Universitatea Harvard și Parkman, Buesher și Artenstein de la Institutul de Cercetări Walter Reed Army.
- Proprietăți morfologice.
- Compoziția antigenică.

## Rubeola dobândită (postnatală)

### Epidemiologie
- Răspândire.
- Morbiditate.
- Rasa. Nu există o diferența etnică în incidența rubeolei, deși erupția caracteristică este mult mai greu de diagnosticat la persoanele cu pielea închisă la culoare.
- Vârsta. Înainte de introducerea vaccinării antirubeolice rubeola era preponderent o boală a copiilor de vârstă școlară, cu o incidență de vârf la copii cu vârsta de 5-9 ani. Ca urmare a utilizării pe scară largă a vaccinul rubeolic la copii, incidența de vârf a infecției rubeolice a trecut la adolescenți,  care nu au fost vaccinați. În țările în curs de dezvoltare,  unde nu a fost introdusă vaccinarea antirubeolică, rubeola afectează până la 95% din copii înainte de adolescență.

- În 2011 în România au fost raportate 3494 cazuri de rubeola, din care 66,6% au fost înregistrate la grupa de vârstă de 15-19 ani,  19,3%  la grupa de vârstă de 10-14 ani, 6,9% la grupa de vârstă 20-24 de ani. Doar un procent de 2,3% din totalul cazurilor de rubeolă a fost vaccinat în antecedente cu o singură doză de vaccin ROR și un procent de 0,5% cu a doua doză de vaccin ROR. Cele mai multe cazuri de rubeolă au fost înregistrate în colectivitățile de elevi și studenți.

- Sexul. Incidența clinică a rubeolei este similară la băieți și fete. La adulți, mai multe cazuri sunt observate la femei decât la bărbați. Această constatare este mai degrabă o urmare a unui interes și preocupări mai mari față de rubeola congenitală, decât o diferență reală după sex.  Artralgiile și artrita din rubeolă sunt mai frecvente la femei decât la bărbați.
- Sezon. Rubeola apare cu o frecvență crescută iarna și primăvara; cele mai multe cazuri în Statele Unite, au loc în martie, aprilie, și mai.
- Sursa de infecție. Sursa de infecție este numai omul bolnav, inclusiv cei cu infecții subclinice. Nu există purtători sănătoși de virus, nici surse extraumane. Rezervorul virusului în trecut (înainte de a fi introdusă vaccinarea antirubeolică) era format de copii preșcolari sau de școlari, iar în prezent este format cu preponderență de adolescenți și maturi, care nu au fost vaccinați. Persoanele care au fost vaccinate cu vaccin rubeolic nu transmit rubeola la alții, deși virusul poate fi izolat tranzitor din faringe; este posibil ca cantitatea de virus eliminat să fie prea mică pentru a fi infecțioasă. Nou-născuții cu rubeolă congenitală sunt excretori de virus timp îndelungat (6 - 18 luni), constituind surse de infecție pentru personalul din jur; virusul se elimină prin secrețiile nazofaringiene și prin urină.
- Contagiozitatea. Rubeola este foarte contagioasă. Perioada de contagiune începe cu circa 7 zile înainte de erupție și durează 14 zile după debutul erupției, timp în care se poate izola virusul. Eliminarea maximă a virusului și respectiv contagiozitatea maximă, are loc pentru o perioadă de 11 zile: 5 zile înainte și 6 zile după apariția erupției. Unii au izolat virusul până la 3 săptămâni după apariția erupției. Sugarii cu rubeolă congenitală evolutivă sunt deosebit de contagioși pentru anturajul lor, și rămân contagioși pe o durată lungă de timp (6 - 18 luni),  acești sugari elimină virusul rubeolei, în ciuda titrurilor mari de anticorpi neutralizanți, un fenomen enigmatic care nu a fost încă explicat. În rubeola congenitală, eliminarea virusului este de 100-1000 de ori mai intensă decât la copiii care au contractat infecția după naștere. Rubeola este mai puțin contagioasă decât rujeola. Cu toate acestea, contagiozitatea poate fi foarte ridicată în comunitățile relativ închise, cu mai multe persoane receptive. Izolarea pacienților identificați cu rubeolă, este, în general, ineficientă, deoarece există numeroase cazuri de forme asimptomatice de rubeolă și pacienți nedepistați în perioada prodromală.
- Modul de transmitere. Modul de transmitere a virusului rubeolei, este direct și aerogen (prin secreții nazofaringiene). Este nevoie de un contact direct între un individ receptiv și o persoană contagioasă. Persoanele contagioase elimină, în mod regulat, cantități mari de virus prin secrețiile nazofaringiene sub formă de picături Flügge. Transmiterea eficientă a infecției la persoanele susceptibile necesită un contact prelungit și repetat, în acest caz  16 din 17 persoane susceptibile dobândesc infecția rubeolică, în timp ce după un contact scurt și singur, doar 1 din 5 persoane achiziționează boală. Transmiterea virusului rubeolei prin modul direct are loc de obicei în familii și colectivități de preșcolari sau școlari.

Modul indirect de transmitere a virusului rubeolei, prin obiecte și mâini recent contaminate, este puțin probabil, deoarece rezistența virusului în mediu este redusă. Persoanele contagioase pot contamina propriile mâini, și apoi transmite agentul infecțios pe suprafețele înconjurătoare sau direct la persoanele de contact. În acest caz persoanele receptive pot dobândi infecția prin următoarea schemă: obiecte contaminate → mână proprie → căi respiratorii proprii sau mână contaminată a persoanei contagioase → mână proprie  → căi respiratorii proprii.
- Receptivitatea. Receptivitatea este starea unei persoane, care permite infectarea acesteia cu virusul rubeolic, organismul persoanei neavând suficiente posibilități de a combate o infecție rubeolică. Receptivitatea față de rubeolă este generală. Este posibil că nou-născuții pot moșteni de la mamele imune o protecție pasivă pentru 4-6 luni. Pentru a determina receptivitatea (susceptibilitate) se folosesc metode de laborator pentru a detecta anticorpii specifici IgM și IgG.  Dacă rezultatul testării este negativ (IgM negativ, IgG negativ), pacienții trebuie considerați receptivi (susceptibili).
- Mortalitatea și letalitatea.
- Imunitatea.

### Tablou clinic
- Incubația. Perioadă de incubație variază între 14 și 21 de zile (în medie 16-18 zile). Perioadă de incubație este timpul cuprins între primul contact al organismului cu virusul rubeolic (și respectiv primul contact cu o persoană bolnavă de rubeolă) și primele simptoame ale bolii provocate de acest virus.
- Perioada prodromală. Perioada prodromală este perioada între primele semne de boală și apariția erupției cutanate.  Perioada prodromală apare la adolescenți și adulți, și lipsește la copii (la care primul semn de boală este apariția erupției cutanate). La adolescenți și adulți,  perioadă prodromală este de 1 - 5 zile și este caracterizată printr-o stare subfebrilă (38 - 38,5 °C) sau febră absentă, cefalee, senzație de disconfort general, anorexie, conjunctivită ușoară (injecție conjunctivală), fenomene catarale nazale, ușoară faringită (dureri în gât), tuse, enantem peteșial pe palatul moale (petele Forscheimer) și limfadenopatie (tumefierea ganglionilor limfatici).
- Perioada de stare (Perioada de erupție). Începe cu apariția unui exantem de aspect maculo-papulos, cu apariție treptată la nivelul feței, cu extinderea rapidă pe trunchi și extremități și cu o durată medie de 3 zile. Perioada de erupție se manifestă clinic prin exantem, enantem (petele Forscheimer), poliadenopatie, frisoane, simptome generale.

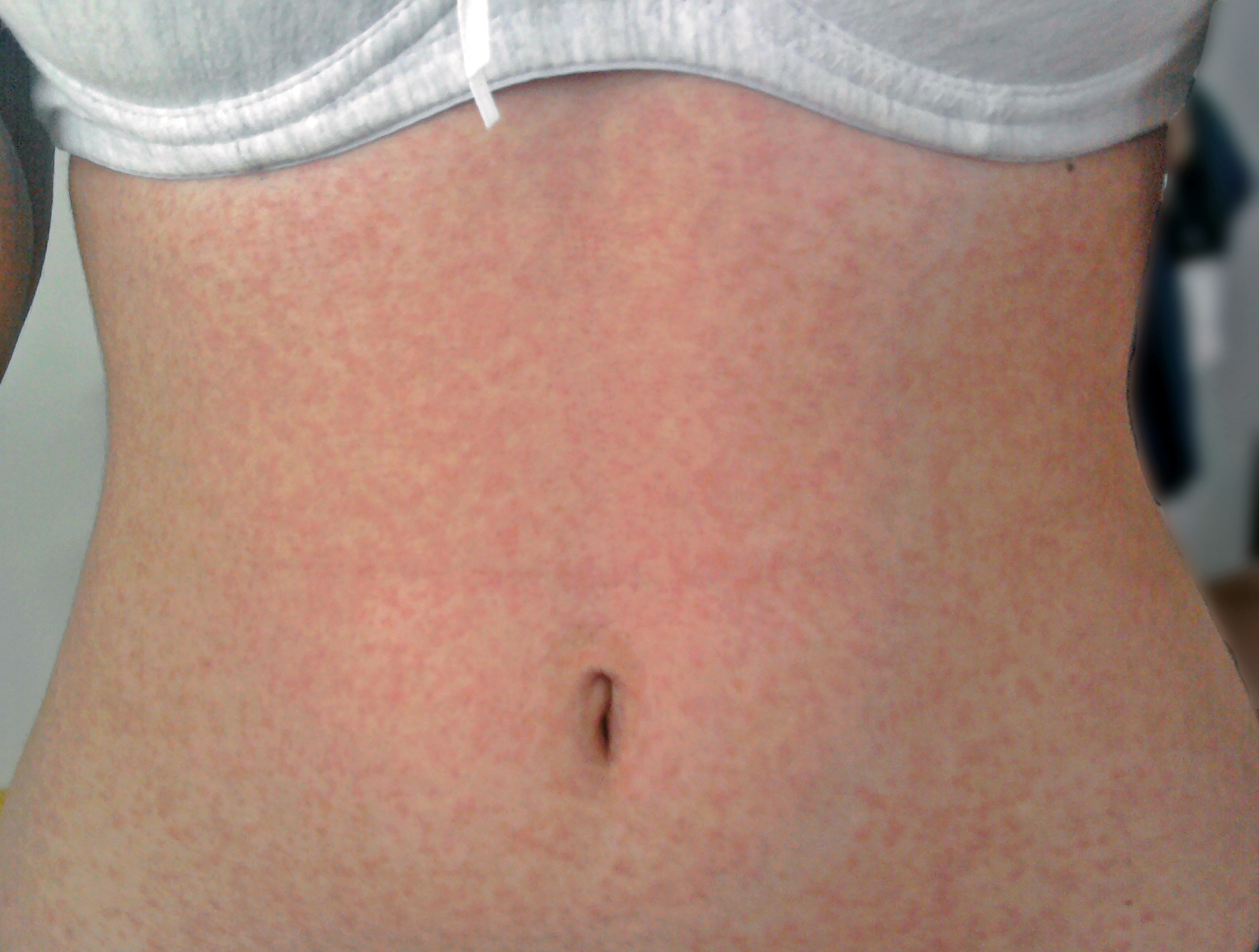
Exantemul rubeolic pe abdomen

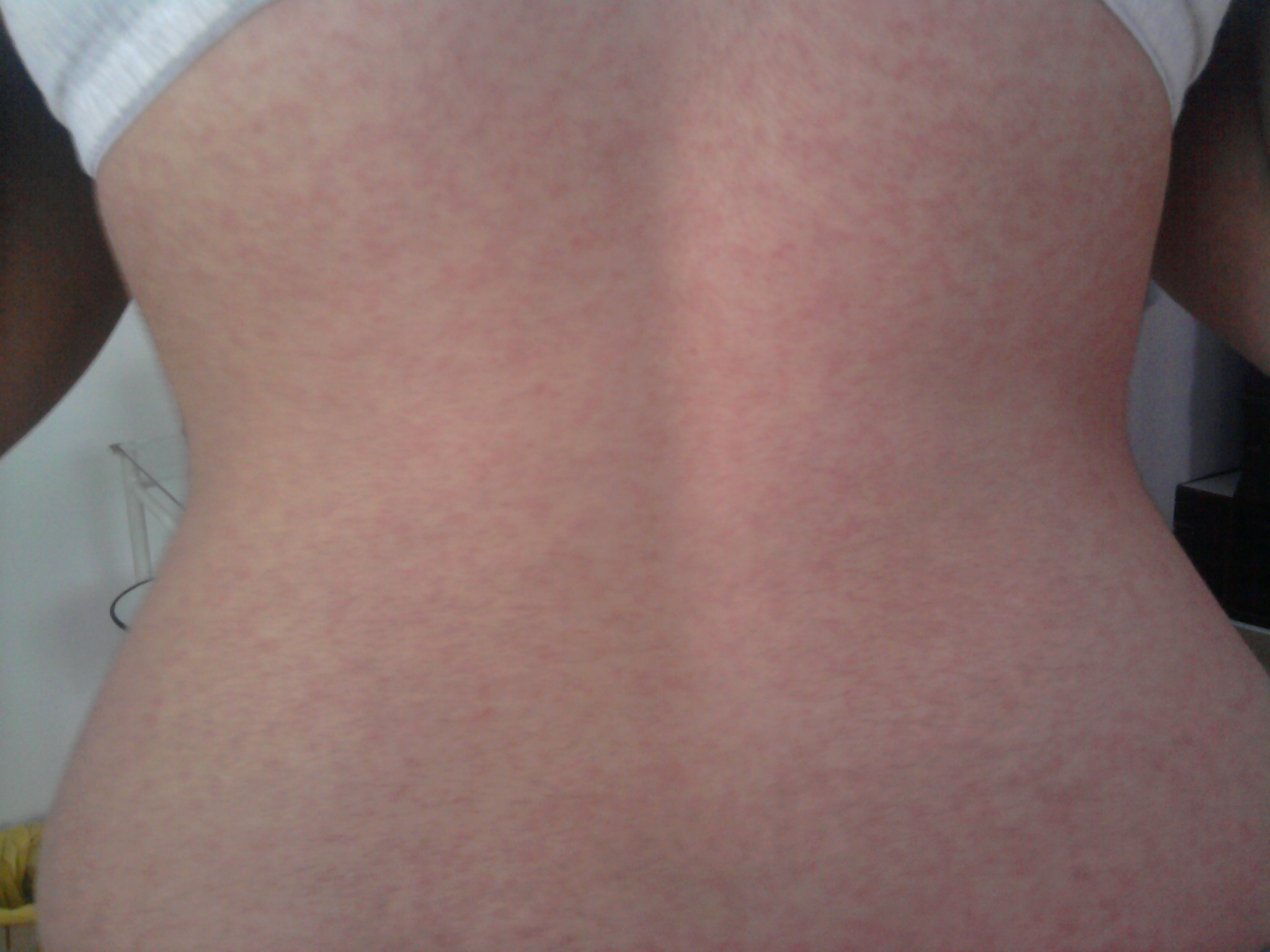
Exantemul rubeolic pe spate

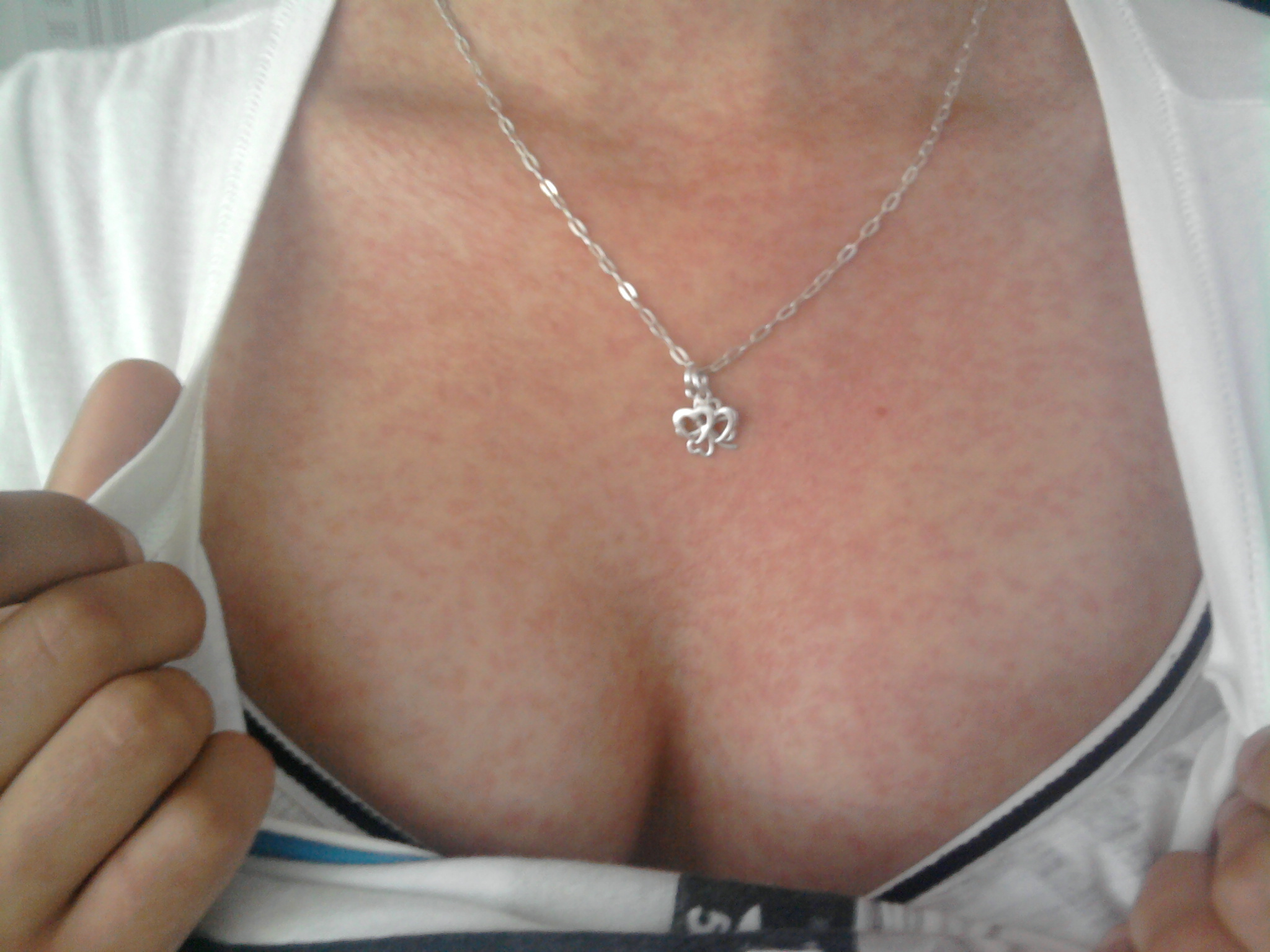
Exantemul rubeolic pe torace

- Exantemul. Exantemul rubeolic are un aspect maculo-papulos, de obicei nepruriginos sau ușor pruriginos. Erupția rubeolică clasică este formată din macule și papule de culoare roz (floare de piersic), rotunde sau ovale, nu prea intense, lăsând între ele porțiuni de piele sănătoasă (de obicei nu confluează). Ea apare mai întâi după ureche și pe frunte, cuprinde apoi fața și ulterior se extinde rapid centrifugal în jos la gât, trunchi (unde este mai abundentă) și extremități (unde este mai puțin evidentă). Până la sfârșitul primei zile tot corpul poate fi acoperit cu maculo-papule discrete de culoare roz-roșu. În a doua zi, erupția cutanată începe să dispară de pe față, iar leziunile eruptive de pe trunchi pot uneori fuziona (conflua) formând un eritem uniform roșu, care poate semăna cu erupția cutanată din scarlatina ușoară (exantemul scarlatiniform). Leziunile eruptive de pe extremități, totuși, rămân discrete și, de regulă, nu se confluează. În cazul tipic erupțiile cutanate dispar la sfârșitul zilei a treia. Elementele eruptive dispar, fără a lăsa urme. Numai erupțiile întinse pot lăsa, trecător, o ușoară culoare brună. Dacă erupția a fost intensă, poate exista o descuamare furfuracee. Erupția este ușor pruriginoasă, mai ales la adult, care prezintă de obicei o erupție mai intensă. Exantemul nu se extinde pe scalp, și de obicei respectă palma mâinii și talpa piciorului. Durata și gradul erupției cutanate poate fi variabilă. Erupția, care, ca regula durează 3 zile, poate persista timp de 5 zile sau poate fi atât de efemeră ca aceasta dispare în mai puțin de o zi. 25-40% din pacienții cu rubeolă nu dezvoltă o erupție cutanată.
- Enantemul. Pe palatul moale poate apărea un enantem peteșial denumit petele Forschheimer, care a fost descris de Forschheimer în 1898. El este format de pete roșiatice, punctiforme sau mai mari, situate pe palatul moale, și poate fi observat la mulți pacienți în timpul perioadei prodromale sau în prima zi de erupții cutanate. La pacienții cu scarlatină palatul moale poate fi acoperită cu leziuni punctiforme, iar la pacienții cu rujeolă ele pot avea un aspect roșu, pătat; aceste leziuni sunt imposibil de distins de enantemul din rubeolă. Prin urmare petele Forschheimer nu sunt patognomonice pentru rubeolă și nu au aceeași semnificație diagnostică ca petele Koplik din rujeolă.
- Poliadenopatia (tumefierea ganglionilor limfatici). Tabloul clinic în rubeolă este dominat de tumefierea ganglionilor limfatici (poliadenopatie), în special a celor retroauriculari, cervicali posteriori și suboccipitali.  Mai rar sunt interesați și ganglionilor limfatici submaxilari, axilari, supraepitrohleeni și inghinali. Poliadenopatie rubeolică constituie un semn major și constant al bolii, fiind adesea singura ei manifestare (rubeola sine exanthemate). Ganglionii limfatici sunt de obicei indolori sau ușor sensibili, mobili, neinflamatori și nu supurează niciodată. Tumefierea și sensibilitate ganglionilor limfatici este mai evidentă și mai severă în prima zi de erupție cutanată, ulterior, sensibilitatea dispare în 1-2 zile. Ca dimensiune, ganglionii limfatici variază de la mărimea unui bob de mazăre la cea a unei alune. Poliadenopatie apare cu 4-10 zile înaintea debutului erupției cutanate (în perioada de incubație) și poate persista după aceea 2-6 săptămâni, constituind „primul și ultimul semn al rubeolei“, iar în epidemia din insulele Falkland, tumefierea ganglionilor limfatici a persistat luni. Tumefierea ganglionilor limfatici suboccipitali, retroauriculari și cervicali nu este patognomonică pentru rubeola. O poliadenopatie se obsevă și în rujeolă, varicelă, infecții adenovirale și în mononucleoza infecțioasă. Splenomegalia este moderată și prezența ei este inconstantă.
- Simptomele generale.
- Temperatura.

- Tabloul sanguin.
- Evoluție.
- Forme clinice.

### Complicații
Complicațiile rubeolei postnatale sunt rare și includ: artralgii sau artrite, purpura trombopenică, encefalita, panencefalita rubeolică progresivă, alte complicații.
- Artrita (poliartrită) și artralgiile apar mai frecvent la adulți decât la copii prepubertari. Femeile sunt afectate mai des decât bărbații. Artrita și artralgiile apar la o treime din femeile cu rubeolă. Într-un focar de rubeolă din Bermude în 1971, 42% din 125 pacienți au acuzat dureri articulare sau disconfort articular, 3 pacienți au avut tumefiere articulară; prevalența simptomelor articulare a crescut de la 18% la grupa de vârstă de 0-9 ani, la aproximativ 20% pe fiecare decadă de vârstă; 73% din cei peste 30 de ani au avut simptome articulare. Cel mai frecvent sunt afectate articulațiile degetelor, radiocarpiene și a genunchilor; sunt atinse concomitent mai multe articulații (poliartrită). Artrita și artralgiile apar odată cu exantemului sau la 1 - 6 zile după debutul exantemului și pot dura 3-28 zile (în medie, 9 zile). Rareori se dezvoltă o artrită cronică.

### Tratament
Tratamentul rubeolei este simptomatic și se face la domiciliu, în condiții de izolare (7 zile) cu dietă ușoară, dar hrănitoare și medicație simptomatică: acidul acetilsalicilic (Aspirin) sau paracetamolul este de obicei suficient în caz de febră și artrită. La copil, se administrează paracetamol sau ibuprofen (pentru a se evita riscul de sindrom Reye care apare în caz de administrare a acidului acetilsalicilic). În caz de prurit se folosesc antihistaminice (clorfeniramin).  Repausul la pat (cîteva zile) se indică în caz de artralgii sau artrită. Interferonul a fost evaluat pentru artralgile cronice.  Nu există tratament antiviral specific al rubeolei.